# Tough (Kellie Pickler)
Tough è un brano della cantante country statunitense Kellie Pickler, pubblicato il 13 giugno 2011 come primo singolo dal suo terzo album, 100 Proof. La canzone è stata scritta da Leslie Satcher e prodotta da Frank Liddell e Mike Wrucke.
Tough è un brano up-tempo. Il resto riguarda una persona che, pur essendo una normalissima ragazza, è sempre stata capace di superare gli ostacoli che la vita le ha presentato. In un'intervista con The Boot, Kellie ha affermato sulla canzone: "Non sono mai stata così emozionata per un singolo che stiamo per inviare alle radio. Penso sia il migliore che abbiamo mai pubblicato. È country. Contiene un po' di bluegrass, un po' di violino, un po' di ukulele e un po' di cucchiai. Ha anche una certa sonorità hillbilly, ma penso sia comunque sufficientemente commerciale per le radio country."
Billy Dukes di Taste of Country ha dato alla canzone cinque stelle su cinque, trovandola "un inno femminile per il quale neanche gli uomini resisteranno ad alzare il volume sentendolo alla radio." Ha inoltre apprezzato il testo e la nuova direzione musicale che sta seguendo Kellie Pickler.
Il singolo è entrato alla posizione numero 59 nella classifica country statunitense il 18 giugno 2011 e ha raggiunto la numero 33. Ha finora venduto 118 000 copie negli Stati Uniti.

## Classifiche
| Classifica (2011)     | Posizione massima |
| --------------------- | ----------------- |
| Stati Uniti (Country) | 30                |